# 1659
1659 (MDCLIX) byl rok, který dle gregoriánského kalendáře započal středou.

## Události
- Pyrenejský mír

### Probíhající události
- 1635–1659 – Francouzsko-španělská válka
- 1652–1689 – Rusko-čchingská válka
- 1659–1663 – Esopské války

## Narození

#### Česko
- 25. července – Heřman Jakub Czernin, nejvyšší purkrabí Království českého († 8. srpna 1710)

#### Svět
- 18. ledna – Frans Beeldemaker, nizozemský malíř († 27. dubna 1728)
- 21. ledna – Adriaen van der Werff, nizozemský malíř († 12. listopadu 1722)
- 01. února – pokřtěn Jacob Roggeveen, nizozemský admirál a průzkumník († 31. ledna 1729)
- 14. února – Teodor Eustach Falcko-Sulzbašský, německý hrabě († 11. července 1732)
- 15. dubna – Adam Ludwig Lewenhaupt, švédský generál během Velké severní války († 12. února 1719)
- 02. května – Jan Leopold z Trautsonu, rakouský šlechtic († 28. října 1724)
- 07. července – Joseph-Emmanuel de La Trémoille, francouzský římskokatolický duchovní, arcibiskup z Cambrai († 8. ledna 1720)
- 18. července – Hyacinthe Rigaud, francouzský malíř († 27. prosince 1743)
- 01. září – Domenico Egidio Rossi, italský architekt a stavitel († 1715)
- 10. září – Henry Purcell, anglický hudební skladatel († 21. listopadu 1695)
- 22. října – Georg Stahl, německý lékař a chemik († 24. května 1734)
- neznámé datum
  - Ottavio Mosto, italský barokní sochař († 12. května 1701)
  - Pieter van Gunst, nizozemský tiskař, rytec a mědirytec († listopad 1732)
  - Pieter van der Aa, nizozemský vydavatel a tiskař († 1733)
  - Peregrine Osborne, 2. vévoda z Leedsu, britský admirál a šlechtic († 25. června 1729)
  - Vinzenz Stern, německý františkán († 5. dubna 1726)

## Úmrtí

#### Česko
- 30. března – Kryštof Jaroslav Krakowský z Kolowrat, šlechtic (* 1604)
- 06. října – Václav Libštejnský z Kolovrat, šlechtic († 14. březen 1634)

#### Svět
- 11. února – Guillaume Colletet, francouzský básník a jeden ze zakládajících členů Francouzské akademie (* 1598)
- 12. února – Magdalena Sibylla Pruská, pruská princezna a saská kurfiřtka (* 31. prosince 1586)
- 25. února – Willem Drost, nizozemský malíř (* 19. dubna 1633)
- 26. února – Fabrizio Savelli, italský vojevůdce, velitel papežských vojsk (* 1607)
- 24. března – Ferdinand Zikmund Kurz ze Senftenau, německý šlechtic a diplomat (* 1592)
- 15. dubna – Simon Dach, německý barokní básník a spisovatel (* 29. července 1605)
- 06. května – Anna Eleonora Hesensko-Darmstadtská, brunšvicko-lüneburská vévodkyně (* 30. července 1601)
- 22. června – Michał Boym, polský jezuita, vědec, objevitel, diplomat a misionář (* ? 1612)
- 10. srpna – Fridrich III. Holštýnsko-Gottorpský, německý vévoda (* 22. prosince 1597)
- 10. října – Abel Tasman, nizozemský obchodník, mořeplavec a objevitel (* 1603)
- 21. prosince – Krzysztof Grodzicki, polský státník, voják, velitel kodacké tvrze (* ?)
- 31. prosince – Alain de Solminihac, francouzský římskokatolický kněz, biskup, blahoslavený (* 25. listopadu 1593)
- neznámé datum
  - Mao Ťin, čínský nakladatel a spisovatel (* 1599)
  - Šarhuda, mandžuský vojevůdce, generál vojsk říše Čching (* 1599)
  - Pierre de Montalais, francouzský šlechtic, otec Nicole-Anne Constance de Montalais
  - Pieter Mulier starší, nizozemský malíř (* kolem 1610)
  - Kaya Sultan, osmanská princezna, dcera sultána Murada IV. (* 1633)

## Hlavy států
- České království – Leopold I.
- Svatá říše římská – Leopold I.
- Papež – Alexandr VII. (1655–1667)
- Anglické království – Richard Cromwell
- Francouzské království – Ludvík XIV.
- Polské království – Jan II. Kazimír
- Uherské království – Leopold I.
- Skotské království – Richard Cromwell
- Chorvatské království – Leopold I.
- Rakouské arcivévodství – Leopold I.
- Osmanská říše – Mehmed IV.
- Perská říše – Abbás II.